# Macotera
Macotera là một đô thị ở tỉnh Salamanca, phía tây Tây Ban Nha, cộng đồng tự trị Castile-Leon. Đô thị này có cự ly 50 kilômét so với tỉnh lỵ Salamanca.
Đô thị này có diện tích 32,93 km² (12,7 mi²), khu vực này nằm ở độ cao 892 m (2.927 ft) trên mực nước biển.